# 한국유치원총연합회
한국유치원총연합회(韓國幼稚園總聯合會, Korea Kindergarten Association ; 한유총)은 사립 유치원의 이익을 대변하는 모임이다. 서울특별시 용산구 한강대로 330 신성빌딩 3층에 있다.

## 관련 법률
- 유아교육법

## 연혁
- 1995년 5월 발기인단 구성
- 1995년 9월 한경자 회장 추대
- 1995년 10월 사립유치원총연합회 창립총회
- 1995년 12월 한국유치원총연합회 사단법인 등록
- 1996년 9월 한국사립유치원연합회와 한국유치원총연합회를 사단법인 한국유치원총연합회로 통합
- 1997년 1월 5세아 무상교육 150만명 서명운동 개시
- 1997년 7월 교육법 만5세아 무상교육 국회 통과
- 1998년 9월 유아교육진흥법 개정
- 2000년 2월 면단위 만5세아 무상교육 실시
- 2000년 3월 사립유치원 교재·교구비 지원 (국비 최초 지원)
- 2002년 9월 공립 단설 유치원 설립 반대운동 전개
- 2007년 3월 28일 김재남 회장 추대
- 2008년 3월 26일 참석 대의원 추대로 석호현 이사장 선출
- 2012년 8월 20일 한국유치원총연합회 사무실 이전 (서울특별시 강남구 도곡동)
- 2014년 4월 22일 제6대 이경자 이사장 취임
- 2016년 3월 24일 제7대 김득수 이사장 취임
- 2018년 12월 11일 제8대 이덕선 이사장 취임

## 지회
- 서울지회
- 인천지회
- 경기지회
- 강원지회
- 충북지회
- 대전지회
- 충남지회
- 전북지회
- 광주지회
- 전남지회
- 대구지회
- 경북지회
- 부산지회
- 울산지회
- 경남지회
- 제주지회

## 사건·사고

### 집단 행동과 정치권 유착 관계
한국유치원총연합회(한유총)가 설립 이후 막강한 영향력을 행사해 교육당국의 발목을 잡아왔다는 비판이 제기되고 있다. 전국 사립유치원 3분의 2가 가입하고 있는 거대 이익단체인 한유총은 지난 1995년 창립한 뒤 공립단설유치원 설립 반대운동(2002년)을 전개하는 등 굵직한 유아교육정책이 추진될 때마다 집단행동을 벌이거나 정치권 로비를 통해 사립유치원들이 원하는 방향으로 정책을 끌어가거나 중단시켜 왔다는 지적이다. 한유총이 처음으로 집단행동을 시작한 시기는 2002년이다. 단설유치원 신설이 예산낭비를 부추기고 사립유치원의 경영난을 가중시킨다며 반대 운동을 전개한 것이다. 철저한 이해관계에 따른 집단 행동이었지만, 당시에도 교육당국은 사립유치원 집단의 영향력에 밀려 정책 추진의 원동력 잃었고, 단설유치원 설립은 각 시도별로 추진과 중단을 반복하면서 혼선을 빚었다. 2004년 유아교육법이 제정될 때에도 한유총은 전국적 집단행동을 개시했다. 영유아교육법이냐, 유아교육법이냐를 두고 어린이집이나 놀이방 등 보육 분야 단체와 정면 대치했으며, 동시에 정치권에는 표심을 내세워 압박했다. 결국 자신들이 주장하던 '유아교육법' 제정을 관철시킨 이후 자신감을 얻은 한유총의 영향력은 한층 더 막강해졌다. 그러다 2012년 누리과정이 도입된 뒤 집단행동은 점점 거세졌다. 국고지원금 지출 내역을 공개해야 한다는 요구가 힘을 얻었지만, 한유총은 사립유치원을 사유재산으로 인정해야 한다며 거부했다. 특히 유치원 회계 감사를 학교법인 수준으로 강화한 사학기관재무회계규칙 개정안에는 극렬히 반대했다. 규칙 개정 및 국가회계시스템 도입 관련 공청회와 세미나가 열릴때마다 몰려다니며 집단 시위를 벌이며 방해했다. 이 때문에 당초 2016년 가을 시행될 예정이었던 재무회계규칙은 1년이 미뤄져 2017년 9월에야 겨우 시행됐다. 재무회계규칙이 시행되자 한유총의 집단행동은 극에 달했다. 사립유치원 교육비 증액을 요구하며 집단 휴업을 예고하였고, 교육부 역시 불법으로 규정하고 처음으로 강경하게 맞섰다. 이에 한유총은 집단 휴업을 철회했다가 다시 예고하기를 반복하면서 원생들과 학부모들의 혼란을 가중시켰다. "아이들을 볼모로 잡았다"는 인터넷 여론 상 비판이 일자 댓글 조작을 시도하는 모습까지 보였다.
이처럼 한유총이 발생하는 사회적 이슈마다 실력을 행사할 수 있었던 것은 정치권과의 공생관계 때문이었다는 지적이 나온다. 특히 지역구 국회의원이나 지역 교육청 등과 관계를 형성하며 입법 로비를 벌여왔다는 것이다. 실제로 한유총은 국민의당 신학용 전 의원에게 2013년 사립유치원 특혜를 담은 유아교육법 개정안을 발의한 대가로 3360만원의 뇌물성 후원금을 전달했다는 혐의를 받았다. 이 사건으로 국민의당 신학용 전 의원은 지난해 실형이 확정됐고, 당시 한유총 회장에게는 벌금형이 선고됐다.
또, 2018년 교육당국이 비리유치원 후속조치로 사립 유치원에 대해 회계시스템인 '에듀 파인'을 도입하여 관리하겠다고 하자 한유총은 대규모 시위까지 펼치며 극렬히 반대하였고, 제1야당인 자유한국당까지 한유총의 주장에 힘을 싣어주며 사립유치원의 사유 재산을 인정해야 한다고 주장하였다. 자유한국당은 이와 관련해 관련 법안을 상정하겠다고 밝힌 상황이다. 한국유치원총연합회(한유총)에 동조하는 일부 사립유치원들의 기습적인 '개학 연기' 투쟁이 학부모 및 일반 여론의 분노를 사고 있는 가운데, 자유한국당 지도부 회의에서는 한유총의 입장을 동조하는 목소리가 나왔다. 나경원 자유한국당 원내대표는 2019년 3월 4일 당 최고위원회의에서 "한국당은 그동안 교육 대란(가능성)을 경고해 왔다"며 "결국 이 모든 문제는 정부가 자초했다"며 "정부가 그동안 한유총에 대해서는 '겁박'으로 일관하며 신생 어용단체(한사협 지칭)를 만들어 그 쪽과만 대화하겠다는 입장을 견지해 왔다"는 주장을 펼쳤다. 나경원 원내대표는 "한유총과의 즉각 진지한 대화를 해줄 것을 촉구한다"며 사실상 정부가 한유총 측과의 협상을 재개할 것을 부추겼다. '5.18 망언' 논란 와중에 지도부 입성에 성공한 김순례 자유한국당 최고위원도 "정부가 유치원을 적폐로 몬 지 4개월 만에 아무 해결책도 내놓지 못하고 결국 아이들을 길거리로 내몰았다"며 정부 비판에 가세했다. 이어서 "잠시 시행령 개정을 멈추고 한유총과 대화를 통해 풀어야 한다"며 "갈등 조정자 역할을 충실히 해달라"고 주장했다. 한유총 측이 여론 비난을 불사하고 개학 연기 투쟁에 나선 가장 주된 이유로는 정부의 유아교육법 시행령 개정·공포에 대한 반대가 꼽힌다. 김 최고위원의 말은 일단 이들의 주장을 들어주라는 말과 다르지 않다. 전날인 2019년 3월 3일 국회 교육위회 소속 한국당 의원들은 "교육부는 유치원 대란이 해결될 때까지 시행령 시행을 미뤄 달라"면서도 "유치원 관계자 분들께 간곡히 부탁을 드리겠다. 개학 연기만은 중단해 달라"고 한유총의 '개학 연기' 방침도 만류했으나, 하루만에 당 지도부 입장은 정부 비판으로 완전히 기울어진 뉘앙스다. 그러나 '유치원 3법' 개정이 최장 330일이 걸리는 '패스트 트랙'에 오른 가장 큰 이유가 자유한국당의 반대 때문이었다는 점에서 한유총 입장을 되풀이하는 자유한국당의 주장이 여론의 공감대를 얻을지는 불투명하다.

### 비리유치원 명단 공개
박용진 더불어민주당 의원이 2018년 10월 11일 국정조사에서 공개한 ‘전국 17개 시도교육청 감사 적발 유치원 명단’이 사회적 이슈로 확산되었다. 내용을 살펴보면 경기도에 있는 한 유치원은 2014년 3월부터 1년 동안 유치원 체크카드로 루이뷔통 가방을 사고, 숙박업소와 노래방 이용료 등으로 757회, 3700여만원을 썼으며, 이 유치원 원장 등은 개인 신용카드로 숙박업소와 성인용품점, 주류판매점 등에서 결제한 뒤 영수증을 유치원 회계 증빙서에 첨부해 유치원 회계에서 개인 계좌로 874회에 걸쳐 3000여만원 빼돌렸다.
서울에 있는 한 유치원은 2016~2017년 개인 소유의 차량에 유치원 예산으로 38회에 걸쳐 270만원어치 기름을 넣었고, 급식 식재료를 산다며 술과 옷 등을 구매하기도 했던 것으로 밝혀졌다. 또 다른 유치원은 ‘가족한정 특약’으로 보험을 든 차량을 ‘업무용’이라고 주장했으나, 확인해보니 개인용으로 밝혀졌다. 이 차량에 기름값 110만원, 보험료 220만원, 자동차세 81만원 등이 유치원 예산으로 결제된 것으로 드러났다. 경기도의 또 다른 한 유치원은 아이들에게 지원된 급식 예산으로 교직원들이 밥을 먹었습니다. 3년 동안 교직원 급여에서 징수하지 않은 급식비가 3800만원으로 드러났고, 또 다른 유치원은 설립자의 시동생이 운영하는 농장과 연간 계약을 맺고 원생들의 농장 체험을 했는데 이 농장은 사업자 등록을 하지 않은 미등록 사업자였고, 원장은 설립자 시동생에게 12번에 걸친 농장 체험료를 유치원 예산 1480만원으로 지급한 것으로 밝혀졌다.
2018년 국정조사를 통해 공개한 유치원은 모두 1878곳이며 대부분 사립 유치원인 것으로 드러났다. 모두 ‘2013~2018년도 17개 시도교육청 감사’에서 적발된 곳들 인데 더불어민주당 박용진 의원은 이것이 “빙산의 일각”이라고 주장하기도 했다. 전국 유치원을 대상으로 조사한 것이 아니라, 17개 시도교육청이 각기 다른 자체 기준에 따라 일부 유치원을 선별해 실시한 감사 결과이기 때문이다. 전수 조사를 하면 비리 유치원 숫자는 더 늘어날 것으로 예상된다. 박 의원은 언론과의 인터뷰에서 "현행법상 사립 유치원에 대한 감사는 의무사항이 아니기 때문에 정기적인 감사가 이뤄지지 않으며, 감사 인력도 부족하다"고 주장했다. ‘2013~2017년도 유치원 감사 현황’을 보면, 전국 유치원 수는 6153곳이고, 감사받은 유치원 수는 2058곳, 이 가운데 1878곳이 감사에서 적발되었다. 전국 2/3 가량의 유치원들이 감사조차 받지 않은 상황인 것이다. 또, 감사에 적발된 유치원 명단이 모두 공개된 것도 아니다. 명단에서는 감사 결과를 인정한 곳들만 공개되었고, 훨씬 더한 비리를 저지르고도 감사 결과에 불복해 소송 등이 진행 중인 곳은 이번 명단 공개 대상에 포함되지 않았다는 점이다. 또, 이번에 명단이 공개된 유치원들을 모두 ‘비리 유치원’이라고 보기는 어렵다. 단순 착오나 실수로 규정에 어긋나 적발된 곳들도 포함돼 있기 때문이다.

### 계속되는 집단 휴원 협박
2016년 6월 26일 국공립유치원 수준의 지원을 요구하며 집단 휴원을 예고했다가 교육부와 협상이 시작되자 나흘만인 29일 철회했다.
2017년 9월에도 정부의 국·공립유치원 확대 정책에 반발해 집단 휴업을 예고했다가 철회하기를 수차례 반복했다. 한유총은 2017년 9월 4일, 국·공립유치원 확대 정책을 폐기하라고 요구하며 9월 18일과 9월 25~29일 집단휴업하겠다고 했었다. 가입된 유치원 90%로부터 휴업 동의서까지 받기도 했었다. 당시 교육부와 전국 시도교육청은 '불법 휴업'으로 규정하고 엄정 대응 방침하겠다고 맞섰다. 이미 학기 중이었기 때문에 휴업에 참여하는 사립유치원에 대해서 '원장 등에게 직접 지원하는 재정지원금 환수', '정원감축', '모집정지', '유치원 폐쇄', '기납부 원비 환불조치', '강도 높은 감사 우선 실시' 등의 행정·재정조치를 예고했다. 당시 한유총 지도부는 집단 휴업을 3일 앞두고 2017년 9월 15일 박춘란 전 교육부 차관과의 긴급 간담회를 통해 휴업 방침을 철회했다. 그러나 같은 날 자정쯤 교육부가 합의를 파기했다며 휴업을 강행하겠다고 번복했다. 그러자 교육부는 유치원 폐쇄 등을 거론하며 행·재정 조치와 특정감사를 추진하겠다고 맞섰다. 이에 휴업 예정일 하루 전날 한유총 지도부가 다시 공식적으로 집단 휴업 철회 입장을 밝히고 사과한 바 있다. 그럼에도 수도권 일부 지회는 반발하며 휴업과 집회를 그대로 이어가겠다고 반발해 빈축을 샀다. 결국 휴업도 일어나지 않았고 집회도 취소됐지만, 당시 교육부는 만일의 상황에 대비해 유아 돌봄을 위한 시도별 준비상황을 점검한 경험이 있다.
2018년 10월에도 부산지회가 교육당국의 유치원 공공성 강화 방안에 반발해 일주일간 집단휴업 등을 논의했다. 결국 부산시교육청이 강경대응 방침을 밝히자 번복한 바 있다.
2019년 2월 25일 교육부와 '사립 유치원의 사유 재산권 인정'을 두고 대립 중인 한국유치원총연합회(한유총)가 2019년 3월 4일 새 학기를 앞두고 또 다시 무기한 입학보류라는 사실상 집단 휴업을 예고했다. 국회 앞에서 벌인 3만명 규모(주최측 추산) 집회에서는 교육부가 '사립 유치원의 사유 재산'을 인정해주지 않자 교육부의 불통(不通)을 주장했다. 하지만 정부가 여전히 '유치원 공공성 강화정책'을 유지하며 다른 사립유치원단체들과의 대화에 주력하자 위기를 느낀 한유총은 회계 시스템인 "에듀파인은 수용하겠다"고 한발 물러나면서도 유치원의 사유재산을 인정하지 않으면 무기한 입학 연기를 하겠다고 주장했다. 폐원 예고를 하루 앞둔 2019년 3월 3일 전국 사립유치원 1천533곳의 단체 휴원 입장을 내세우며 정부를 압박하였고 2019년 3월 4일 휴원이 강행됐으나 정부가 사전에 국공립유치원·어린이집을 연계해 준비한 긴급돌봄서비스와 휴원중에도 자체돌봄 서비스를 제공한 유치원들로 인해 큰 혼선없이 마무리된 것으로 평가된다. 이날 휴원을 강행한 유치원은 239곳으로 한유총에서 발표했던 1천533곳 보다도 훨씬 적은 수치였으며, 교육부가 전날 오후 11시 집계한 365곳보다도 126곳이 줄었다. 전국 사립유치원 3875곳 가운데 6.2%만 개학 연기에 동참한 셈이다. 유은혜 부총리 겸 교육부 장관은 이날 대국민 담화 '국민 여러분들께 드리는 말씀'에서 "지난 주말과 휴일사이 학부모와 국민들에게 심려를 끼쳐 송구하다"며 "정부는 개학 연기 유치원에 대해 법과 원칙대로 엄정 조치할 것"이라고 말했다. 조희연 서울시교육감은 한유총의 불법 휴원 행태에 대해 '유아와 학부모를 볼모로 개학 연기를 하는 행위 자체가 공익을 해하는 행위'로 보고 한유총의 '사단법인' 설립 허가를 취소하겠다고 밝혔다. 서울시교육청은 한유총이 개학 연기를 하겠다고 밝힌 2019년 2월 28일과 3월 2일 개학 연기 철회를 촉구하는 공문을 보낸 바 있었으나 한유총은 이를 무시하고 휴원을 강행한 것으로 알려져있다. 결국 '집단 휴원'이라는 강경책이 소용없게 되자 한유총은 2019년 3월 4일 오후, 집단 휴원 1일차에 무기한 휴원을 철회하겠다고 밝혔다. 한유총이 하루 만에 '백기투항' 했지만 교육당국의 방침은 변함이 없다. 실제 학부모와 유아들에게 혼란을 초래한 개학 연기를 행동에 옮긴 만큼 법과 원칙에 따라 조치하겠다는 입장이다. 교육부는 2019년 3월 4일 한유총 집행부의 개학 연기 강요 정황에 대해 공정거래위원회 조사를 의뢰하기로 했다. 서울시교육청의 한유총 설립허가 취소 방침도 변함이 없는 것으로 알려졌다.